# Koninklijke Sporting Hasselt
Koninklijke Sporting Hasselt is een Belgische voetbalclub uit de Limburgse hoofdstad, Hasselt. De club is bij de KBVB aangesloten met stamnummer 37 en heeft blauw-wit-groen als clubkleuren. De club ontstond in 2001 uit de fusie van KSC Hasselt met KSK Kermt en had tot 2022 stamnummer 3245.

## Geschiedenis
In 1927 werd Sportkring Kermt opgericht. Deze club speelde tot 1940 bij de Vlaamse Voetbalbond, een met de Belgische Voetbalbond concurrerende bond. Uiteindelijk maakte men de overstap naar de KBVB. Kermt sloot zich aan op 24 december 1941 en kreeg er stamnummer 3245 toegekend. De club trad aan in de provinciale afdelingen. In de jaren 90 slaagde Kermt er in een opgang te maken. In 1993 promoveerde men immers naar de nationale reeksen, namelijk vierde klasse. In 1998 speelde de club daar kampioen en zijn reeks, en stootte zo zelfs door tot in derde klasse.
Het naburige KSC Hasselt (stamnummer 37) was een club met een rijkere geschiedenis die ooit in éérste klasse speelde, maar deze ploeg was teruggezakt tot in eerste provinciale. In 2001 ging Hasselt uiteindelijk een fusie aan met Kermt. De fusieclub heette Koninklijke Sporting Kermt-Hasselt en speelde met stamnummer 3245 van Kermt verder in derde klasse. Het stamnummer 37 van KSC Hasselt werd geschrapt. De ploeg speelde zijn thuiswedstrijden in Kermt.
De fusieclub degradeerde na zijn eerste seizoen naar vierde klasse. Na een jaar verhuisde ploeg naar Hasselt spelen, en dwong dat seizoen meteen de promotie naar derde klasse af. In 2006 werd de naam Koninklijke SK Hasselt en datzelfde seizoen degradeerde de club weer. In 2008 kreeg de club weer toekomst en werd er geld in gepompt. Het doel was om binnen de vijf jaar naar de tweede klasse te gaan. Hasselt promoveerde via de eindronde weer naar derde klasse. Hasselt eindigde twee jaar in de middenmoot, maar door interne strubbelingen ging het steeds minder goed bij de club en in 2011-2012 liepen ook de resultaten terug. Op 20 december 2011 werd bekend dat de club de vereffening aanvroeg. Begin januari 2012 doet Stijn Stijnen zijn intrede in de club. Stijnen werd begin februari ook de nieuwe voorzitter van Sporting Hasselt, zoals de clubnaam vanaf 2012 luidde.
Sporting Hasselt eindigde in 2012 afgetekend laatste in zijn reeks en degradeerde zo weer naar vierde klasse. Het volgende seizoen haalde men daar echter meteen al een plaats in de eindronde. Met overwinning tegen Olympia SC Wijgmaal, UR Namur en Union Saint-Gilloise wist men die eindronde te winnen en zo keerde de club in 2013 na een seizoen weer terug in derde klasse. In het seizoen 2015-2016 ging het Hasselt zelfs nog beter voor de wind. Nadat ze in de reguliere competitie de eindronde haalden wonnen ze de finale voor de 3de plaats tegen UR La Louvière Centre. Hiermee verzekerde KSK Hasselt zich van een plaats in de Eerste klasse amateurs.
Het seizoen 2016/17 begon met enkele uitschieters en een wedstrijd tegen KV Mechelen in de beker. Maar de ploeg slaagde er niet in om zich te handhaven in Eerste klasse amateurs. Trainer Stijnen werd ontslagen als trainer en als voorzitter  en zo goed als de volledige ploeg werd vernieuwd. Hans Somers werd aangesteld als hoofdcoach, met Jan Wuytens als speler/hulpcoach en Michel Noben als technisch directeur.
Op 29 augustus 2023 werd bekend dat Rik Verheye en Sam Kerkhofs de club hadden overgenomen. Begin februari 2024 ontsloegen ze trainer Benny Lunenburg ondanks dat de ploeg eerste stond in de rangschikking. Nadat ze 2de werden in Tweede afdeling VV b, achter Belisia Bilzen, mochten ze naar de eindronde. Hier speelden ze in eigen huis tegen KVK Ninove. De wedstrijd eindigde op een 1-0 overwinning, wat promotie betekende. Vanaf het seizoen 2024-2025 zal de club in Eerste Nationale spelen.

## Resultaten
| Seizoen                                                   | Klasse | Klasse | Klasse | Klasse | Klasse | Klasse | Reeks                      | Punten                                                   | Opmerkingen                                                               |
|                                                           | I      | I      | II     | III    | IV     | P.I    |                            |                                                          |                                                                           |
| --------------------------------------------------------- | ------ | ------ | ------ | ------ | ------ | ------ | -------------------------- | -------------------------------------------------------- | ------------------------------------------------------------------------- |
| Als Koninklijke Sportkring Kermt (KSK Kermt)              |        |        |        |        |        |        |                            |                                                          |                                                                           |
| 1992/93                                                   |        |        |        |        |        | 1      | Eerste Provinciale Limburg |                                                          |                                                                           |
| 1993/94                                                   |        |        |        |        | 6      |        | Vierde klasse C            | 35                                                       |                                                                           |
| 1994/95                                                   |        |        |        |        | 2      |        | Vierde klasse C            | 42                                                       |                                                                           |
| 1995/96                                                   |        |        |        |        | 5      |        | Vierde klasse C            | 46                                                       |                                                                           |
| 1996/97                                                   |        |        |        |        | 5      |        | Vierde klasse C            | 44                                                       |                                                                           |
| 1997/98                                                   |        |        |        |        | 1      |        | Vierde klasse C            | 61                                                       |                                                                           |
| 1998/99                                                   |        |        |        | 13     |        |        | Derde klasse B             | 35                                                       |                                                                           |
| 1999/00                                                   |        |        |        | 4      |        |        | Derde klasse B             | 49                                                       |                                                                           |
| 2000/01                                                   |        |        |        | 9      |        |        | Derde klasse B             | 39                                                       |                                                                           |
| Als Koninklijke Sporting Kermt-Hasselt (KS Kermt-Hasselt) |        |        |        |        |        |        |                            |                                                          |                                                                           |
| 2001/02                                                   |        |        |        | 15     |        |        | Derde klasse B             | 29                                                       |                                                                           |
| 2002/03                                                   |        |        |        |        | 6      |        | Vierde klasse C            | 46                                                       |                                                                           |
| 2003/04                                                   |        |        |        |        | 1      |        | Vierde klasse C            | 66                                                       |                                                                           |
| 2004/05                                                   |        |        |        | 13     |        |        | Derde klasse B             | 31                                                       |                                                                           |
| 2005/06                                                   |        |        |        | 7      |        |        | Derde klasse B             | 44                                                       |                                                                           |
| Als Koninklijke Sportkring Hasselt (KSK Hasselt)          |        |        |        |        |        |        |                            |                                                          |                                                                           |
| 2006/07                                                   |        |        |        | 15     |        |        | Derde klasse B             | 31                                                       |                                                                           |
| 2007/08                                                   |        |        |        |        | 4      |        | Vierde klasse C            | 52                                                       | Deelname aan eindronde voor promotie                                      |
| 2008/09                                                   |        |        |        |        | 2      |        | Vierde klasse C            | 56                                                       | Promotie via eindronde                                                    |
| 2009/10                                                   |        |        |        | 10     |        |        | Derde klasse B             | 45                                                       |                                                                           |
| 2010/11                                                   |        |        |        | 9      |        |        | Derde klasse B             | 50                                                       |                                                                           |
| 2011/12                                                   |        |        |        | 18     |        |        | Derde klasse B             | 24                                                       |                                                                           |
| Als Koninklijke Sporting Hasselt (KS Hasselt)             |        |        |        |        |        |        |                            |                                                          |                                                                           |
| 2012/13                                                   |        |        |        |        | 4      |        | Vierde klasse C            | 56                                                       | Eindrondewinst tegen Olympia SC Wijgmaal, UR Namur en Union Sint-Gillis   |
| 2013/14                                                   |        |        |        | 8      |        |        | Derde klasse B             | 45                                                       |                                                                           |
| 2014/15                                                   |        |        |        | 7      |        |        | Derde klasse B             | 56                                                       | geplaatst voor eindronde, maar geen deelname wegens niet behalen licentie |
| 2015/16                                                   |        |        |        | 4      |        |        | Derde klasse B             | 60                                                       |                                                                           |
|                                                           | 1A     | 1B     | 1Am    | 2Am    | 3Am    | P.I    |                            | Vanaf 2016-17 zijn er 3 nationale en 2 regionale niveaus | Vanaf 2016-17 zijn er 3 nationale en 2 regionale niveaus                  |
| 2016/17                                                   |        |        | 13     |        |        |        | Eerste klasse Am.          | 26                                                       | Verlies in de eindronde tegen SC Eendracht Aalst                          |
| 2017/18                                                   |        |        |        | 13     |        |        | Tweede klasse Am.          | 35                                                       | Verlies in eindronde tegen KFC Mandel United                              |
| 2018/19                                                   |        |        |        | 2      |        |        | Tweede klasse Am.          | 60                                                       | Verlies in eindronde tegen Bocholter VV                                   |
| 2019/20                                                   |        |        |        | 6      |        |        | Tweede klasse Am.          | 34,5                                                     | Seizoen vroegtijdig gestopt wegens Covid-19                               |
| 2020/21                                                   |        |        |        | -      |        |        | Tweede klasse Am.          | -                                                        | Seizoen geschrapt wegens Covid-19                                         |
| 2021/22                                                   |        |        |        | 10     |        |        | Tweede Afdeling B          | 34                                                       |                                                                           |
| 2022/23                                                   |        |        |        | 3      |        |        | Tweede Afdeling B          | 58                                                       | Verlies in de eindronde tegen Jong Cercle                                 |
| 2023/24                                                   |        |        |        | 2      |        |        | Tweede Afdeling B          | 67                                                       | Winst in de eindronde tegen KVK Ninove                                    |
| 2024/25                                                   |        |        | 3      |        |        |        | Eerste Nationale VV        | 52                                                       | Derde in eindrangschikking na Jong Gent en Royal Knokke FC                |
| 2025/26                                                   |        |        |        |        |        |        | Eerste Nationale VV        |                                                          |                                                                           |

## Serie: De Spor
In 2023 kwam Sporting Hasselt in handen van acteur Rik Verheye en ondernemer Sam Kerkhofs, die met hun eigen middelen de club kochten. Onder de nieuwe eigenaars begon de club, lokaal ook wel bekend als "De Spor," aan een nieuw hoofdstuk. Verheye en Kerkhofs, beiden ambitieuze voorzitters, hebben als doel om de club op een financieel gezonde manier te laten groeien en uiteindelijk te promoveren naar hogere divisies in het Belgische voetbal.
Hun avontuur en de dagelijkse uitdagingen die gepaard gaan met het leiden van een voetbalclub worden gedetailleerd gevolgd in de documentaire De Spor, die sinds november 2023 wekelijks wordt uitgezonden op GoPlay. De docureeks biedt een unieke blik achter de schermen van het amateurvoetbal, waarbij niet alleen de prestaties op het veld worden getoond, maar ook de rol van de lokale fans en het bestuur van de club. Het programma legt de nadruk op hun persoonlijke betrokkenheid, van het zoeken naar nieuwe spelers tot het oplossen van onverwachte problemen in het clubbeheer.

## Seizoen 2024/25

### Spelerskern
| Nr.           | Nat.               | Naam                | Geboortedatum | Lengte     | Seizoen    | Vorige club               | Contract tot |
| Doelmannen    | Doelmannen         | Doelmannen          | Doelmannen    | Doelmannen | Doelmannen | Doelmannen                | Doelmannen   |
| ------------- | ------------------ | ------------------- | ------------- | ---------- | ---------- | ------------------------- | ------------ |
| 1             | Vlag van België    | Lennart Ghijsens    | 20-04-1995    | 1,83 m     | 6e         | KESK Leopoldsburg         | 30 juni 2025 |
| 51            | Vlag van België    | Thomas Vranken      | --2007        | /          | 1e         | eigen jeugd               | 30 juni 2025 |
| 99            | Vlag van België    | Pieter Caubergh     | 09-03-1999    | 1,85 m     | 1e         | KSK Tongeren              | 30 juni 2025 |
| Verdedigers   |                    |                     |               |            |            |                           |              |
| 3             | Vlag van België    | Kel Ofori           | 09-08-1999    | 1,78 m     | 4e         | KVC Westerlo              | 30 juni 2026 |
| 5             | Vlag van België    | Jerôme Kroonen      | 27-10-1997    | 1,87 m     | 2e         | Patro Eisden Maasmechelen | 30 juni 2026 |
| 8             | Vlag van Nederland | Sander Rau          | 01-03-2000    | 1,90 m     | 2e         | KFC Uerdingen 05          | 30 juni 2025 |
| 12            | Vlag van België    | Timo Cauwenberg     | 02-10-1994    | 1,75 m     | 2e         | Belisia Bilzen SV         | 30 juni 2025 |
| 20            | Vlag van België    | Siebe Vandermeulen  | 02-01-2001    | 1,79 m     | 2e         | RSC Charleroi B           | 30 juni 2025 |
| 22            | Vlag van België    | Mathisse Dassen     | 22-08-2003    | /          | 4e         | eigen jeugd               | 30 juni 2026 |
| 27            | Vlag van België    | Johan N'Ganzadi     | 27-04-2005    | 1,73 m     | 1e         | Standard Luik B           | 30 juni 2025 |
| 34            | Vlag van België    | Yassin Gueroui      | 20-11-1989    | 1,80 m     | 1e         | Patro Eisden Maasmechelen | 30 juni 2025 |
| 55            | Vlag van België    | Japhet Muanza       | 25-07-2001    | 1,90 m     | 1e         | Beerschot Wilrijk B       | 30 juni 2025 |
| Middenvelders |                    |                     |               |            |            |                           |              |
| 6             | Vlag van België    | Niels Verburgh      | 31-01-1998    | 1,88 m     | 2e         | Patro Eisden Maasmechelen | 30 juni 2028 |
| 10            | Vlag van België    | Mehdi Bounou        | 08-12-1997    | 1,60 m     | 1e         | Patro Eisden Maasmechelen | 30 juni 2027 |
| 11            | Vlag van België    | Livio Milts         | 04-10-1997    | 1,86 m     | 1e         | KFC Dessel Sport          | 30 juni 2025 |
| 16            | Vlag van België    | Mathise Reumers     | 31-03-2004    | 1,75 m     | 1e         | Lommel SK                 | 30 juni 2026 |
| 17            | Vlag van België    | Lucas Vankerkhoven  | 04-03-2002    | 1,82 m     | 1e         | Helmond Sport             | 30 juni 2026 |
| 18            | Vlag van België    | Emre Kalin          | 27-03-2004    | 1,73 m     | 1e         | Sint-Truidense VV B       | 30 juni 2026 |
| 23            | Vlag van België    | Nicolas Gerits      | 02-08-1995    | 1,72 m     | 1e         | URSL Visé                 | 30 juni 2025 |
| Aanvallers    |                    |                     |               |            |            |                           |              |
| 7             | Vlag van België    | Terry Berkoe        | 09-01-1998    | 1,74 m     | 1e         | KFC Dessel Sport          | 30 juni 2025 |
| 9             | Vlag van België    | Andy Dauwe          | 29-08-2002    | 1,90 m     | 1e         | Eendracht Termien         | 30 juni 2025 |
| 13            | Vlag van België    | Nicolas Orye        | 31-08-1998    | 1,94 m     | 2e         | KSK Heist                 | 30 juni 2025 |
| 19            | Vlag van België    | Junior Mbaku-Mbabit | --2008        | /          | 1e         | Sint-Truidense VV U16     | 30 juni 2025 |
| 25            | Vlag van Nederland | Keone Maho          | 11-06-2002    | 1,80 m     | 1e         | MVV Maastricht            | 30 juni 2025 |
| 77            | Vlag van België    | Siebe Biesemans     | --            | /          | 1e         | eigen jeugd               | 30 juni 2025 |

### Staf
| Naam               | Functie                      |
| ------------------ | ---------------------------- |
| Technische staf    |                              |
| Frédéric Frans     | Hoofdtrainer                 |
| Davy Sroka         | Assistent-trainer            |
| Frank Lenaerts     | Keeperstrainer               |
| Medische staf      |                              |
| Tuur Vanderstukken | Kinesist + Verzorger         |
| Thomas Casier      | Kinesist + Verzorger         |
| Begeleidende staf  |                              |
| Raf Philtjens      | Officiële Team Afgevaardigde |
| Wilfried Thoelen   | Officiële Team Afgevaardigde |
| Daniel Devries     | Terreincommissaris           |
| Maurice Vandereyt  | Terreincommissaris           |
| Guido Penders      | Materiaalverantwoordelijke   |

### Transfers
| Nat.               | Positie | Speler              | Vorige club               |
| Zomer              | Zomer   | Zomer               | Zomer                     |
| ------------------ | ------- | ------------------- | ------------------------- |
| Vlag van België    | DM      | Pieter Caubergh     | KSK Tongeren              |
| Vlag van België    | V       | Johan N'Ganzadi     | Standard Luik B           |
| Vlag van België    | V       | Japhet Muanza       | Beerschot Wilrijk B       |
| Vlag van België    | M       | Emre Kalin          | Sint-Truidense VV B       |
| Vlag van België    | M       | Lucas Vankerkhoven  | Helmond Sport             |
| Vlag van België    | M       | Mathise Reumers     | Lommel SK                 |
| Vlag van België    | M       | Mehdi Bounou        | Patro Eisden Maasmechelen |
| Vlag van België    | M       | Yassin Gueroui      | Patro Eisden Maasmechelen |
| Vlag van België    | M       | Nicolas Gerits      | URSL Visé                 |
| Vlag van België    | M       | Livio Milts         | KFC Dessel Sport          |
| Vlag van België    | A       | Terry Berkoe        | KFC Dessel Sport          |
| Vlag van Nederland | A       | Keone Maho          | MVV Maastricht            |
| Vlag van België    | A       | Junior Mbaku-Mbabit | Sint-Truidense VV U16     |
| Vlag van België    | A       | Andy Dauwe          | Eendracht Termien         |
| Winter             |         |                     |                           |
|                    |         |                     |                           |

| Nat.               | Positie | Speler                                 | Nieuwe club               |
| Zomer              | Zomer   | Zomer                                  | Zomer                     |
| ------------------ | ------- | -------------------------------------- | ------------------------- |
| Vlag van België    | DM      | Lukas Gielen                           | FC Wezel Sport            |
| Vlag van België    | DM      | Mattice Vandebeek                      | KVK Wellen                |
| Vlag van België    | V       | David Cvijetic                         | KVV Zepperen-Brustem      |
| Vlag van België    | V       | Mathias Bangels                        | KEWS Schoonbeek-Beverst   |
| Vlag van België    | V       | Jasper Braeken                         | KVK Wellen                |
| Vlag van België    | V       | Tuur Lambrecks                         | KVK Beringen              |
| Vlag van België    | M       | Robbe Jordens                          | KVK Beringen              |
| Vlag van België    | M       | Giovanni La Mantia                     | KSK Tongeren              |
| Vlag van België    | M       | Tiebe Huygen                           | KVK Wellen                |
| Vlag van België    | M       | Noah Hermans                           | Kortessem VV              |
| Vlag van België    | M       | Olivier Peios                          | K Herk-de-Stad FC         |
| Vlag van België    | M       | Rune Lenaerts                          | gestopt                   |
| Vlag van Nederland | M       | Thomas van Bommel (Einde huur)         | Patro Eisden Maasmechelen |
| Vlag van België    | A       | Keano 'Kiki' Vanrafelghem (Einde huur) | Patro Eisden Maasmechelen |
| Vlag van België    | A       | Arne Cuypers (Einde huur)              | Patro Eisden Maasmechelen |
| Vlag van België    | A       | Morgan Ato                             | RC Hades                  |
| Vlag van België    | A       | Jasper Jacobs                          | KVK Tienen                |
| Vlag van België    | A       | Dries Corstjens                        | KVV Zepperen-Brustem      |
| Winter             |         |                                        |                           |

## Bekende (oud-)spelers
| - Benjamin Bahtiri - Terry Osei-Berkoe - Timo Cauwenberg - Yassin Gueroui - Jochen Janssen - Livio Milts - Willem Ofori - Nicolas Orye | - Thomas van Bommel - Siebe Vandermeulen - Lucas Vankerkhoven - Keano 'Kiki' Vanrafelghem - Niels Verburgh - Jimmy Vijgen - Bjorn Ruytinx |

## Trainers
- 2007-2008  Stefan Kicken
- 2008-2009  Stefan Kicken,  Edy De Bolle
- 2009-2010  Edy De Bolle
- 2010-2011  Edy De Bolle
- 2011-2012  Edy De Bolle,  Marc Lelièvre,  Edy De Bolle,  Eric Reenaers,  Theo Custers
- 2012-2013  Stefaan Van Winckel
- 2013-2014  Stefaan Van Winckel
- 2014-2015  Vincent Euvrard
- 2015-2016  Vincent Euvrard,  Stijn Stijnen
- 2016-2017  Stijn Stijnen,  Johan Houben,  Michel Noben & Pino Canale
- 2017-2018  Hans Somers,  Rikie Broeckx
- 2018-2019  Rikie Broeckx
- 2019-2020  Rikie Broeckx
- 2023-2024  Benny Lunenburg,  Davy Sroka
- 2024-2025  Frédéric Frans